# Tetsuo Yanaka
Tetsuo Yanaka (1954) è un astronomo amatoriale giapponese, di professione impiegato, residente a Motegi (Prefettura di Tochigi).

## Biografia
In campo astronomico si occupa in particolare dal 1970 di ricerca di nuove comete: dopo oltre 1.000 ore di ricerca, nel 1988 è stato uno degli scopritori indipendenti della cometa non periodica C/1988 P1 Machholz, sempre nel 1988 ha scoperto la C/1988 Y1 Yanaka, e a soli 3 giorni di distanza, ma nel 1989, ha scoperto la C/1989 A1 Yanaka. Gli è stato dedicato un asteroide, 22489 Yanaka.